# Bahatost
Bahatost ili posuđenica arogancija (iz starogrčkog "ὕβρις" i latinski: arrogantia, superbia) je stav koji precjenjuje vlastitu vrijednost ili vlastite vještine. Potiče i oholost, drskost i prijezirno ponašanje prema drugim ljudima. 
Ispraznost i narcizam pogoduju nastanku bahatosti.
Za razliku od ponosa, bahatost karakterizira ponašanje osobe koja traži ili pokušava uzeti više nego što joj pripada.